# Плеска
Плеска (рум. Plesca) — село у повіті Селаж в Румунії. Входить до складу комуни Чизер.
Село розташоване на відстані 385 км на північний захід від Бухареста, 16 км на південний захід від Залеу, 63 км на північний захід від Клуж-Напоки.

## Населення
За даними перепису населення 2002 року у селі проживали 211 осіб, з них 210 осіб (99,5%) румунів. Рідною мовою 210 осіб (99,5%) назвали румунську.